# Víctor Ayala Ojeda
Víctor Ayala (Asunción, Paraguay, 5 de noviembre de 1988) es un futbolista paraguayo, que se desempeña como defensor y que actualmente milita en el 12 de Octubre Football Club de la Primera División de Paraguay.

## Clubes
| Club          | País     | Año               |
| ------------- | -------- | ----------------- |
| Capiatá       | Paraguay | 2013 - 2014       |
| Santaní       | Paraguay | 2015              |
| Luque         | Paraguay | 2016              |
| Capiatá       | Paraguay | 2016 - 2017       |
| 12 de Octubre | Paraguay | 2020 - Actualidad |